# 锡比乌归正会教堂

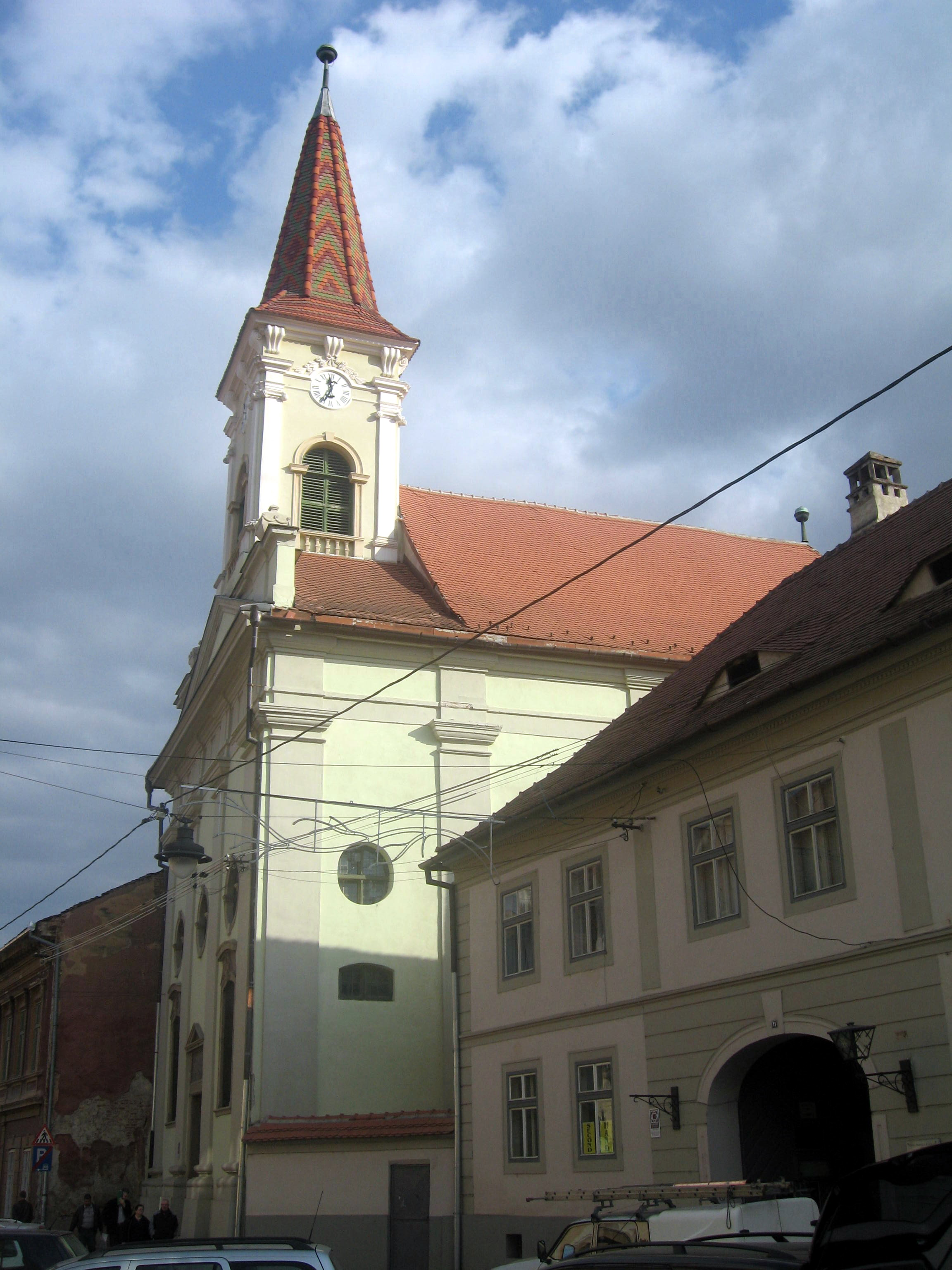
锡比乌归正会教堂

锡比乌归正会教堂(Biserica reformată din Sibiu)属于罗马尼亚归正会，位于锡比乌的Mitropoliei街9号，靠近东正教主教座堂。它建于1786年。
2004年，锡比乌归正会教堂和隔壁11号的牧师住宅均被列为历史古迹。